# سبزک کاکل‌حنایی
سبزک کاکل‌حنایی (نام علمی: Hylophilus poicilotis) نام یک گونه از سرده جنگل‌دوست‌ها است.